# Morinda hoffmannioides
Morinda hoffmannioides är en måreväxtart som beskrevs av Paul Carpenter Standley. Morinda hoffmannioides ingår i släktet Morinda och familjen måreväxter. Inga underarter finns listade i Catalogue of Life.